# Barocco (film, 1991)
Pour les articles homonymes, voir Barocco.
Pour plus de détails, voir Fiche technique et Distribution.
Barocco est un film dramatique italien réalisé par Claudio Sestieri et sorti en 1991.

## Synopsis
Valeria, une Espagnole qui étudie la restauration à Rome, rompt ses fiançailles avec DJ Luca, essaie d'autres cohabitations et d'autres relations amoureuses, pour finalement reprendre sa relation avec Luca.

## Fiche technique
- Titre original italien : Barocco[1]
- Réalisation : Claudio Sestieri
- Scenario : Claudio Sestieri, Antonella Barone
- Photographie :	Raffaele Mertes (it)
- Montage : Simona Paggi (it)
- Musique : Luigi Ceccarelli
- Décors : Paolo Innocenzi (it)
- Société de production : Globe Films, P.F.A. Films, RAI-Radiotelevisione Italiana (Rete 1), Istituto Luce-Italnoleggio Cinematografico
- Société de distribution : Istituto Luce spa - Italnoleggio Cinematografico (Italie)
- Pays de production :  Italie
- Langue originale : italien
- Format : Couleurs - Son Dolby - 35 mm
- Durée : 99 minutes
- Genre : Drame
- Dates de sortie :
  - Italie : 27 septembre 1991

## Distribution
- Cristina Marsillach : Valeria
- Massimo Venturiello : Attilio Morelli
- Davide Bechini : David
- Ottavia Piccolo : Sandra Flores
- Matteo Gazzolo : Marco
- Agnese Nano : Marcella
- Eliana Miglio : Agnese
- Branca De Camargo : Branca
- Matteo Bellina Francesco
- Carlo Lizzani : Filippo
- Daniele Luttazzi : interviewer